# فيروسات خمرية
فيروسات خمرية (بالإنجليزية: Totiviridae)‏ هي عائلة من الفيروسات تضم الأجناس التالية :
- جنس فيروس خمري؛ النوع النموذجي: فيروس السكيراء الجعوية L-A
- جنس فيروس الجياردية؛ النوع النموذجي: فيروس الجياردية اللمبلية
- جنس فيروس الليشمانيا؛ النوع النموذجي: فيروس الليشمانيا الرنوي 1-1

## وصلات خارجية
- نطاق فيروسي فيروسات خمرية

1. 1 2  International Committee on Taxonomy of Viruses, ed. (30 Jun 2014), ICTV Master Species List 2013 v2 (بالإنجليزية), QID:Q18810383
2. 1 2  International Committee on Taxonomy of Viruses, ed. (12 Jun 2015), ICTV Master Species List 2014 v4 (بالإنجليزية), QID:Q24716610